# Nikolaus Otto
Nikolaus August Otto (Holzhausen an der Haide, Renània-Palatinat, 14 de juny de 1832 – Colònia, 26 de gener de 1891), fou un enginyer alemany. Otto fou l'inventor del motor de combustió interna. Abans d'aquest invent tots els motors eren de combustió externa i el combustible es cremava en una cambra separada.

## Biografia

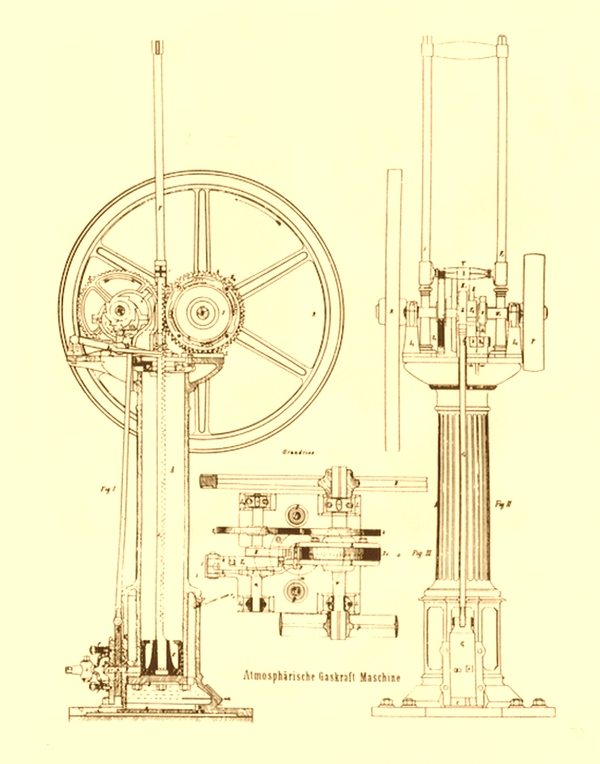
Còpia de la patent del motor de compressió, sol·licitada el 1863 per Niklaus Otto i Eugene Langen per a un motor de gas, a Anglaterra i altres països considerat el primer motor de combustió eficient pels jutges de l'Exposició de París, en contrast amb el de Lenoir

Nikolaus August Otto va ser el més jove de sis fills. El seu pare va morir el 1832. Va començar l'escola el 1838. Després de sis anys de bon rendiment es va traslladar a l'escola secundària a Langenschwalbach fins a 1848. No va completar els seus estudis, però va ser ben qualificat per causa del seu bon rendiment.
El seu interès principal a l'escola havia estat la ciència i tecnologia, però es va graduar després de tres anys com a aprenent empresarial en una petita empresa de mercaderies. Després de completar el seu aprenentatge es va traslladar a Frankfurt on va treballar per a Philipp Jakob Lindheimer com a venedor de "productes colonials" i productes agrícoles (era un venedor de majorista). Otto va treballar per a diverses empreses, primer per IC Alpeter i després en 1860 per Carl Mertens. Va viatjar per tot l'Alemanya occidental i va vendre productes colonials: cafè, te, arròs i sucre.

## Motor Lenoir
A finals de la tardor de 1860 Otto i el seu germà van aprendre d'un nou motor de gas (gas d'enllumenat) que Jean Joseph Etienne Lenoir havia construït a París [2]. Els germans van construir una còpia del motor Lenoir i van sol·licitar una patent el gener de 1861 per un motor de combustible líquid basat en el motor Lenoir (Gas) amb el Ministeri de Comerç de Prússia, però va ser rebutjat.

## Primer motor de quatre temps, 1861
Otto era conscient del concepte de càrrega de combustible comprimit i va tractar de fer un motor amb aquest principi en 1861. Funcionava durant pocs minuts abans de trencar-se. El germà d'Otto va renunciar al projecte, animant Otto a la recerca d'ajuda en altres llocs.

De 1862 a 1863 Otto va experimentar amb l'ajuda del mecànic de Colònia, Michael J. Zons, en un esforç per millorar el motor. Amb baixos fons, en 1862 Otto va treballar per a Carl Mertens per continuar treballant en el seu motor. 

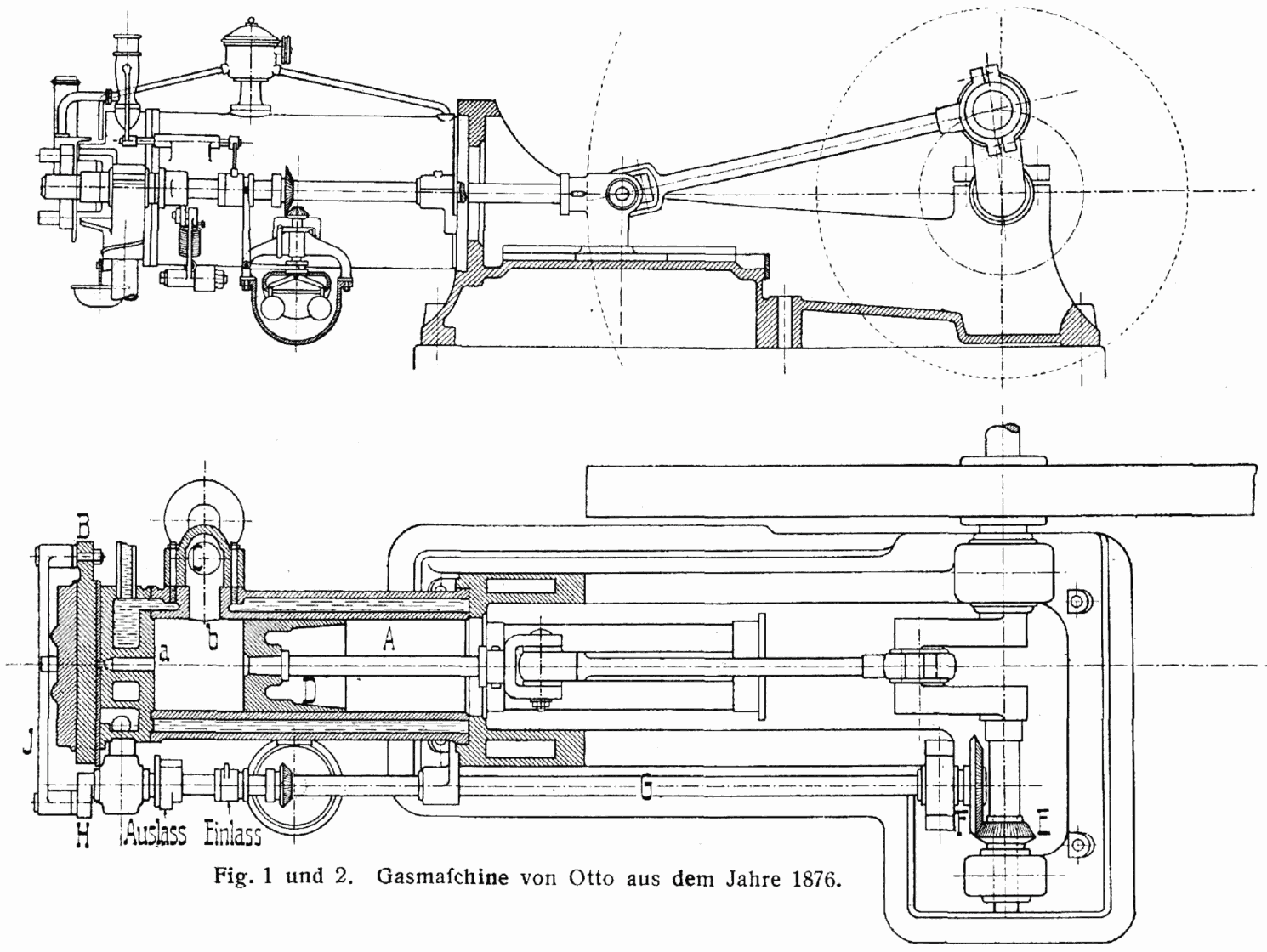
Representació gràfica del motor d'Otto donat a conèixer el 1876. Extreta del llibre "Lexikon der gesamten Technik" (1904) d'Otto Lueger.

## Entra Eugen Langen
A principis de 1864, Otto va buscar els inversors per finançar la seva recerca. Va trobar a Eugen Langen, el pare del qual era industrial sucrer. Junts van formar una societat el 31 de març de 1864. La van anomenar NA Otto & Cie, domiciliada a Colònia. Aquesta va ser la primera empresa del món centrada exclusivament en el disseny i la producció de motors de combustió interna.
El motor Otto & Langen de 1864 era un motor de pistó atmosfèric lliure (l'explosió de gas es va usar per crear un buit i la potència prové de la pressió atmosfèrica que tornava el pistó). Va consumir menys de la meitat del gas dels motors atmosfèrics Lenoir i Hugon i així va ser un èxit comercial. El motor Lenoir era un motor de doble actuació. En essència, aquests motors són un motor de vapor alterat per funcionar amb gas d'enllumenat. Els motors dels inventors italians Eugenio Barsanti i Felice Matteucci en la seva patent britànica, n. 1625 de 1857, van ser construïts i estan en un museu. A diferència del motor d'Otto, aquests són dos motors atmosfèrics que no són de cap manera comparables.
Els motors de Lenoir van ser els primers a ser posats en producció en sèrie amb un nombre d'unitats venudes vora els 700.
El motor Otto que és el predecessor del motor modern, tal com especifica el VDI, és el quart disseny d'Otto. Va construir els següents motors:
```
 1861: una còpia del motor atmosfèric de Lenoir
```

```
 1862: un motor de càrrega comprimit de quatre cicles (abans de la patent de Rochas) que va fracassar a mesura que es va trencar gairebé immediatament
```

```
 1864: el primer motor atmosfèric reeixit
```

```
 1876: motor de càrrega combustible comprimda de quatre temps que es reconeix com el motor de cicle "Otto". El terme "cicle Otto" s'aplica a tots els motors de càrregues comprimides que funcionen amb quatre curses de pistó cada cicle termodinàmic.
```

Per tot el seu èxit comercial, amb l'empresa que produïa 634 motors l'any abans de 1875, el motor Otto i Langen havia arribat a un punt mort tècnic: produïa només 3 CV (2,2 kW; 3,0 PS), encara que necessitava 3,0-4,0 m d'espai per operar.
Otto va centrar la seva atenció en el cicle de quatre cicles que havia fallat en 1862. En gran part a causa dels esforços de Franz Rings i Herman Schumm, que van ser introduïts a la companyia per Gottlieb Daimler, Otto aconsegueix fer el motor de quatre curses amb càrrega comprimida. És aquest motor (el motor Otto Silent), i no el motor Otto & Langen, al qual es refereix el "cicle Otto". Aquest va ser el primer motor amb èxit comercial a utilitzar en compressió en cilindres. El motor Rings-Schumm va aparèixer a la tardor de 1876 i va tenir èxit immediatament.
Otto es va casar amb Anna Gossi. La parella tenia set fills registrats. El seu fill, Gustav Otto, es va convertir en un constructor d'aeronaus.
El 1879, treballant independentment en un altre lloc d'Alemanya, Karl Benz va patentar el seu motor de combustió interna. El 1882 Daimler i Maybach van crear Deutz-AG-Gasmotorenfabrik i en 1890 fundaren Daimler Motoren Gesellschaft («Empresa de motors Daimler») o DMG. La seva finalitat era aconseguir un motor petit i d'alta velocitat basat en la tecnologia actual. En 1885 Karl Benz va utilitzar aquests motors per a propulsar un automòbil de tres rodes del qual va aconseguir la patent el 29 de gener de 1886. El mateix any Benz va començar la producció i la venda d'automòbils.
La patent del motor de cicle Otto va ser invalidada el 1886 quan va ser descobert que un altre inventor, Alphonse Beau de Rochas, ja havia descrit el motor de quatre temps en un opuscle privat. El 1885 Daimler i Maybach van dissenyar i construir una motocicleta propulsada per un motor de cicle Otto que ells van patentar. En 1886 va muntar el motor estacionari en una diligència com a experiment i, en 1889, van dissenyar i vendre el seu primer automòbil. DMG va ser fundada l'any 1890 i l'any 1892 van vendre un automòbil a un client per primera vegada.
Segons estudis històrics recents els inventors italians Eugenio Barsanti i Felice Matteucci van patentar la primera versió eficient operativa d'un motor de combustió interna l'any 1854 a Londres. És possible que el motor de cicle Otto s'hagués inspirat en algunes parts d'aquesta invenció anterior, però no hi ha documentació que demostri que Otto coneixia l'existència del motor italià.

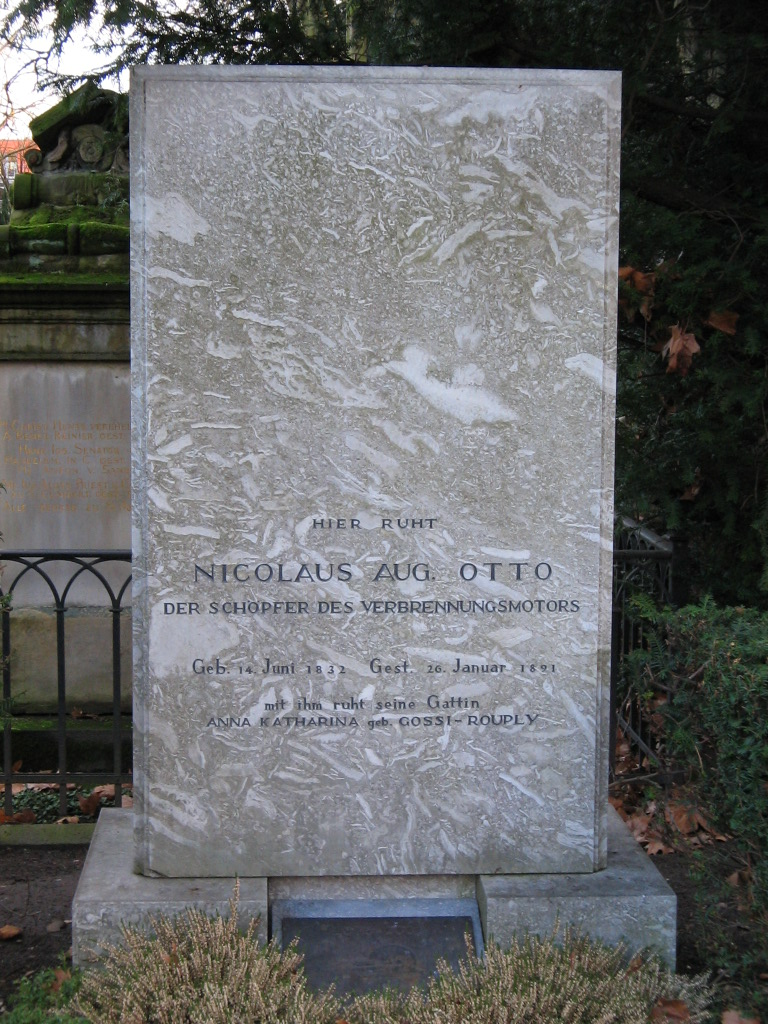
Làpida de Nicolaus August Otto i la seva esposa al cementiri de Melaten-Friedhof de Colònia

L'any 1891 va morir Nikolaus Otto, Daimler morí l'any 1900 i l'any 1909 Maybach va deixar Daimler Motoren Gesellschaft. L'any 1926 els successors de DMG van negociar amb Karl Benz i van formar l'empresa Daimler-Benz.

## El cicle Otto
El motor Otto va ser dissenyat com a motor estacionari i en l'acció del motor, el cop és un moviment cap amunt o cap avall d'un pistó en un cilindre. Utilitzat més tard en una forma adaptada com a motor d'automòbil, hi participen quatre temps del motor:
```
 (1) Carrera d'entrada cap avall-combustible líquid o gas i aire entren a la cambra del pistó,
```

```
 (2) Cursa de compressió ascendent: el pistó comprimeix la barreja,
```

```
 (3) Accionament de la potència a la baixa: encén la barreja de combustible (antigament per la flama i posteriorment l'espurna elèctrica)
```

```
 (4) La cursa d'escapament ascendent allibera gas d'escapament de la cambra del pistó.

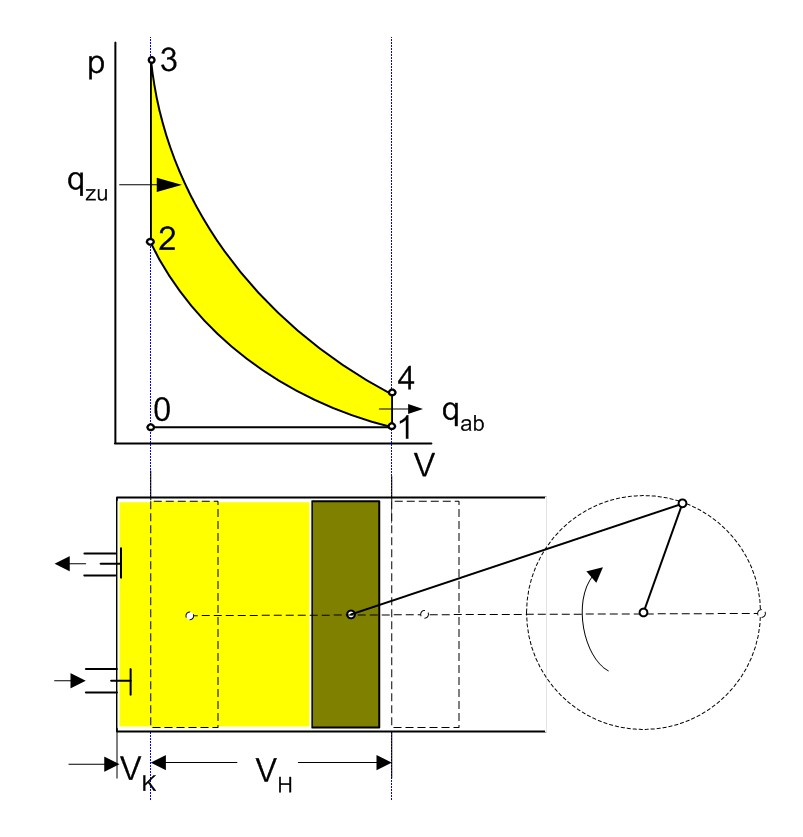
Cicle termodinàmic d'Otto. Diagrama dels punts morts inferior i superior del pistó, que determinen els valors del volum màxim i mínim.

```